# Taió
Taió (? - 651) fou bisbe de Saragossa. Taió va viatjar a Roma per copiar el còdex amb les obres teològiques de Gregori I per encàrrec de Khindasvint per difondre'l en Hispània. Com a premi va succeir a Brauli de Saragossa el 651 al bisbat de Caesaraugusta, tot i que pel que sembla no era gaire del grat del seu antecessor, i on va resistir el Setge de 652 de Froia i els bascons.